# Saint-Pierre-les-Bois
Pour les articles homonymes, voir Saint-Pierre.
Saint-Pierre-les-Bois est une commune française située dans le département du Cher, en région Centre-Val de Loire.
Ses habitants sont les Pétrubosciens.

## Géographie
Le territoire communal est arrosé par la rivière Arnon.

### Climat
Pour des articles plus généraux, voir Climat du Centre-Val de Loire et Climat du Cher.
En 2010, le climat de la commune est de type climat océanique dégradé des plaines du Centre et du Nord, selon une étude du CNRS s'appuyant sur une série de données couvrant la période 1971-2000. En 2020, Météo-France publie une typologie des climats de la France métropolitaine dans laquelle la commune est exposée à un climat océanique altéré et est dans la région climatique  Ouest et nord-ouest du Massif Central, caractérisée par une pluviométrie annuelle de 900 à 1 500 mm, maximale en automne et en hiver. 
Pour la période 1971-2000, la température annuelle moyenne est de 11,3 °C, avec une amplitude thermique annuelle de 15,5 °C. Le cumul annuel moyen de précipitations est de 766 mm, avec 11,1 jours de précipitations en janvier et 7,5 jours en juillet. Pour la période 1991-2020, la température moyenne annuelle observée sur la station météorologique la plus proche, située sur la commune de Lignières à 12 km à vol d'oiseau, est de 12,2 °C et le cumul annuel moyen de précipitations est de 774,6 mm,. Pour l'avenir, les paramètres climatiques de la commune estimés pour 2050 selon différents scénarios d'émission de gaz à effet de serre sont consultables sur un site dédié publié par Météo-France en novembre 2022.

## Urbanisme

### Typologie
Au 1er janvier 2024, Saint-Pierre-les-Bois est catégorisée commune rurale à habitat très dispersé, selon la nouvelle grille communale de densité à 7 niveaux définie par l'Insee en 2022.
Elle est située hors unité urbaine et hors attraction des villes,.

### Occupation des sols
L'occupation des sols de la commune, telle qu'elle ressort de la base de données européenne d’occupation biophysique des sols Corine Land Cover (CLC), est marquée par l'importance des territoires agricoles (99,2 % en 2018), une proportion identique à celle de 1990 (99,2 %). La répartition détaillée en 2018 est la suivante : 
prairies (72,9 %), terres arables (21,1 %), zones agricoles hétérogènes (5,3 %), forêts (0,8 %).
L'évolution de l’occupation des sols de la commune et de ses infrastructures peut être observée sur les différentes représentations cartographiques du territoire : la carte de Cassini (XVIIIe siècle), la carte d'état-major (1820-1866) et les cartes ou photos aériennes de l'IGN pour la période actuelle (1950 à aujourd'hui).

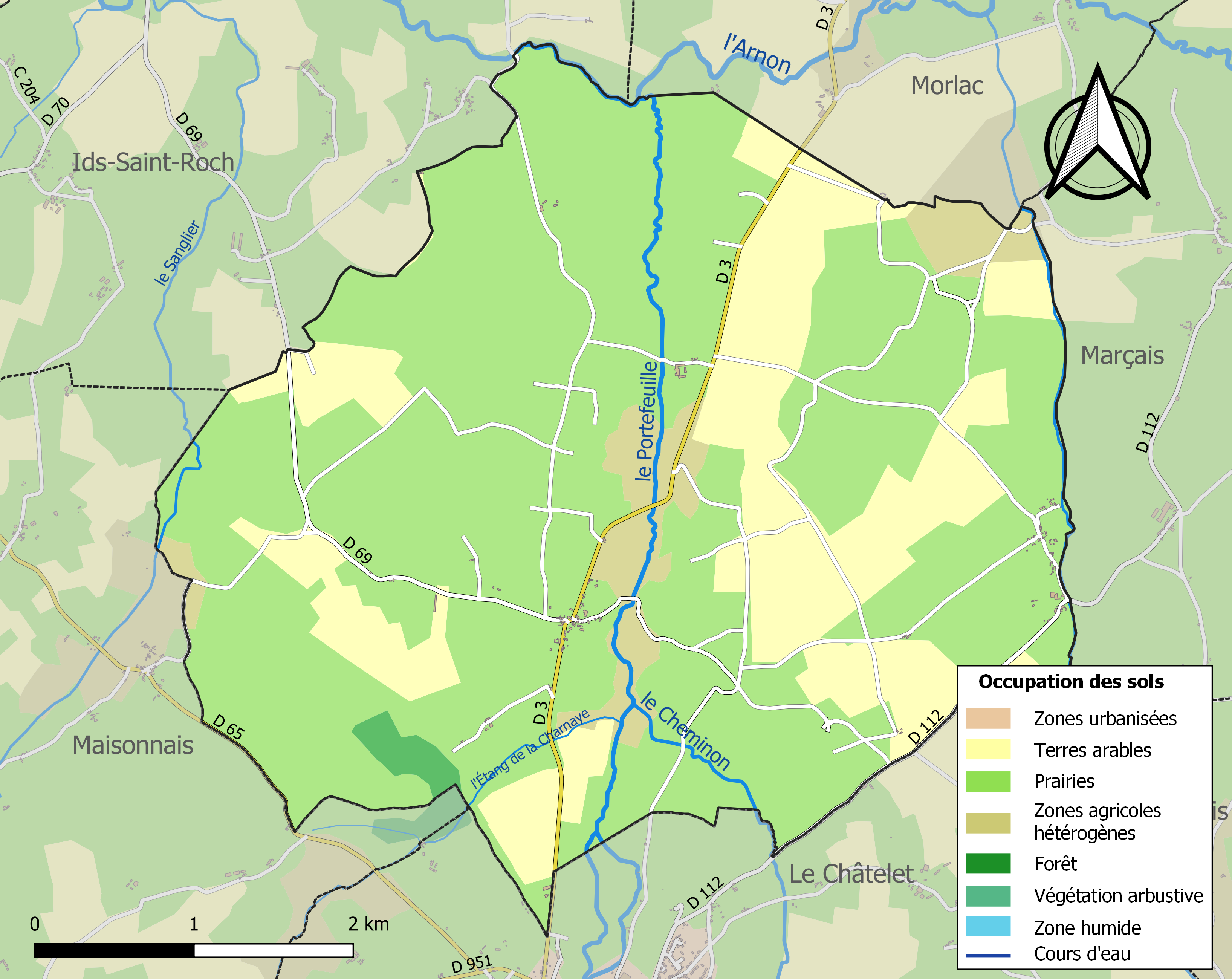
Carte des infrastructures et de l'occupation des sols de la commune en 2018 (CLC).

### Risques majeurs
Le territoire de la commune de Saint-Pierre-les-Bois est vulnérable à différents aléas naturels : météorologiques (tempête, orage, neige, grand froid, canicule ou sécheresse), mouvements de terrains et séisme (sismicité faible). Un site publié par le BRGM permet d'évaluer simplement et rapidement les risques d'un bien localisé soit par son adresse soit par le numéro de sa parcelle.

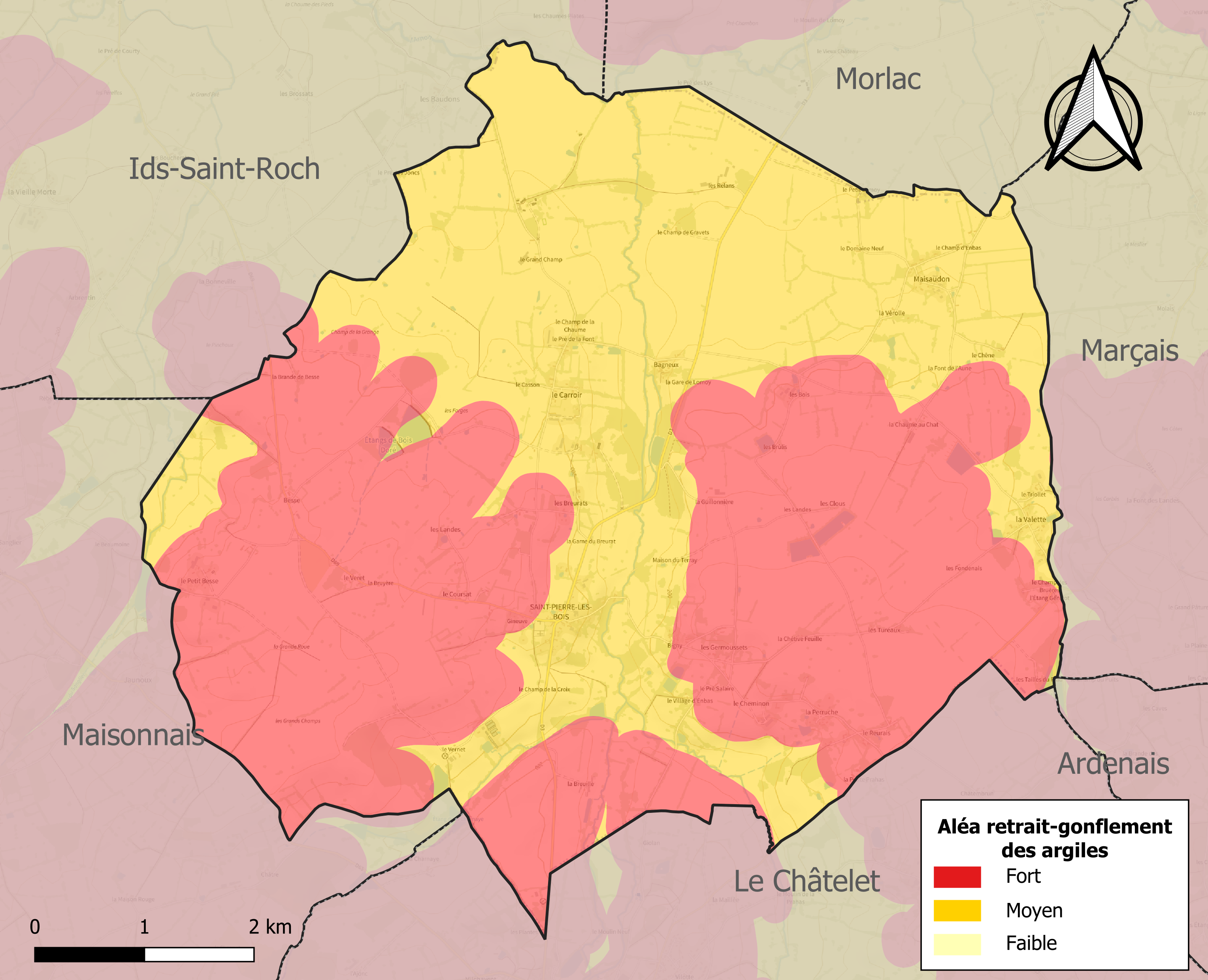
Carte des zones d'aléa retrait-gonflement des sols argileux de Saint-Pierre-les-Bois.

La commune est vulnérable au risque de mouvements de terrains constitué principalement du retrait-gonflement des sols argileux. Cet aléa est susceptible d'engendrer des dommages importants aux bâtiments en cas d’alternance de périodes de sécheresse et de pluie. La totalité de la commune est en aléa moyen ou fort (90 % au niveau départemental et 48,5 % au niveau national). Sur les 235 bâtiments dénombrés sur la commune en 2019, 235 sont en aléa moyen ou fort, soit 100 %, à comparer aux 83 % au niveau départemental et 54 % au niveau national. Une cartographie de l'exposition du territoire national au retrait gonflement des sols argileux est disponible sur le site du BRGM,.
Concernant les mouvements de terrains, la commune a été reconnue en état de catastrophe naturelle au titre des dommages causés par la sécheresse en 1989, 1993, 2011, 2016, 2018, 2019 et 2020 et par des mouvements de terrain en 1999.

## Histoire
La communauté de Saint-Pierre-les-Bois est en crise démographique au début du XVIIIe siècle, puisqu’elle passe de 100 feux en 1709 à 86 en 1726. L’hiver de 1709-1710 notamment cause de nombreuses pertes, ainsi que la grande canicule de 1719 (qui tua beaucoup par dysenterie).
Au cours de la Révolution française, la commune porta provisoirement le nom de Les Bois.

## Politique et administration
| Période                                  | Période       | Identité          | Étiquette | Qualité                        |
| ---------------------------------------- | ------------- | ----------------- | --------- | ------------------------------ |
| 1793                                     | 1800          | J-A Robin         |           |                                |
| 1800                                     | 1816          | Jean Desabres     |           |                                |
| 1816                                     | 1845          | Jean Philippon    |           |                                |
| 1845                                     | 1857          | Martin Delavaux   |           |                                |
| 1857                                     | 1888          | Emile Palienne    |           |                                |
| 1888                                     | 1919          | Louis Gohin       |           |                                |
| 1919                                     | 1921          | Charles Brunet    |           |                                |
| 1921                                     | 1925          | Jean Roger        |           |                                |
| 1925                                     | 1929          | Henri Gohin       |           |                                |
| 1929                                     | 1930          | Jean Roger        |           |                                |
| 1930                                     | 1944          | Jules Jacquet     |           |                                |
| 1944                                     | 1945          | Eugène Soumet     |           |                                |
| 1945                                     | 1971          | Lucien Plisson    |           |                                |
| 1971                                     | 1983          | Philippe Auroir   | DVD       |                                |
| mars 1983                                | juin 1995     | Raoul Préault     |           | agriculteur                    |
| juin 1995                                | décembre 2011 | Philippe Auroir   | DVD       |                                |
| 2012                                     | mars 2020     | Ghislaine Gautron | PS        | Retraitée                      |
| mars 2020                                |               | Claude Schnürer   | SE        | Retraité Gendarmerie Nationale |
| Les données manquantes sont à compléter. |               |                   |           |                                |

## Démographie
L'évolution du nombre d'habitants est connue à travers les recensements de la population effectués dans la commune depuis 1793. Pour les communes de moins de 10 000 habitants, une enquête de recensement portant sur toute la population est réalisée tous les cinq ans, les populations de référence des années intermédiaires étant quant à elles estimées par interpolation ou extrapolation. Pour la commune, le premier recensement exhaustif entrant dans le cadre du nouveau dispositif a été réalisé en 2008.

En 2022, la commune comptait 272 habitants, en évolution de −6,85 % par rapport à 2016 (Cher : −2,48 %, France hors Mayotte : +2,11 %).
| 1793 | 1800 | 1806 | 1821 | 1831 | 1836 | 1841 | 1846 | 1851 |
| ---- | ---- | ---- | ---- | ---- | ---- | ---- | ---- | ---- |
| 627  | 619  | 668  | 721  | 768  | 750  | 700  | 741  | 780  |

| 1856 | 1861 | 1866 | 1872 | 1876 | 1881 | 1886 | 1891 | 1896 |
| ---- | ---- | ---- | ---- | ---- | ---- | ---- | ---- | ---- |
| 779  | 814  | 812  | 917  | 888  | 900  | 942  | 938  | 904  |

| 1901 | 1906 | 1911 | 1921 | 1926 | 1931 | 1936 | 1946 | 1954 |
| ---- | ---- | ---- | ---- | ---- | ---- | ---- | ---- | ---- |
| 890  | 914  | 840  | 700  | 719  | 664  | 619  | 550  | 504  |

| 1962 | 1968 | 1975 | 1982 | 1990 | 1999 | 2006 | 2008 | 2013 |
| ---- | ---- | ---- | ---- | ---- | ---- | ---- | ---- | ---- |
| 415  | 401  | 281  | 302  | 299  | 305  | 315  | 318  | 300  |

| 2018 | 2022 | - | - | - | - | - | - | - |
| ---- | ---- | - | - | - | - | - | - | - |
| 283  | 272  | - | - | - | - | - | - | - |

## Économie
Une entreprise d'horticulture est installée dans la commune.

## Culture locale et patrimoine

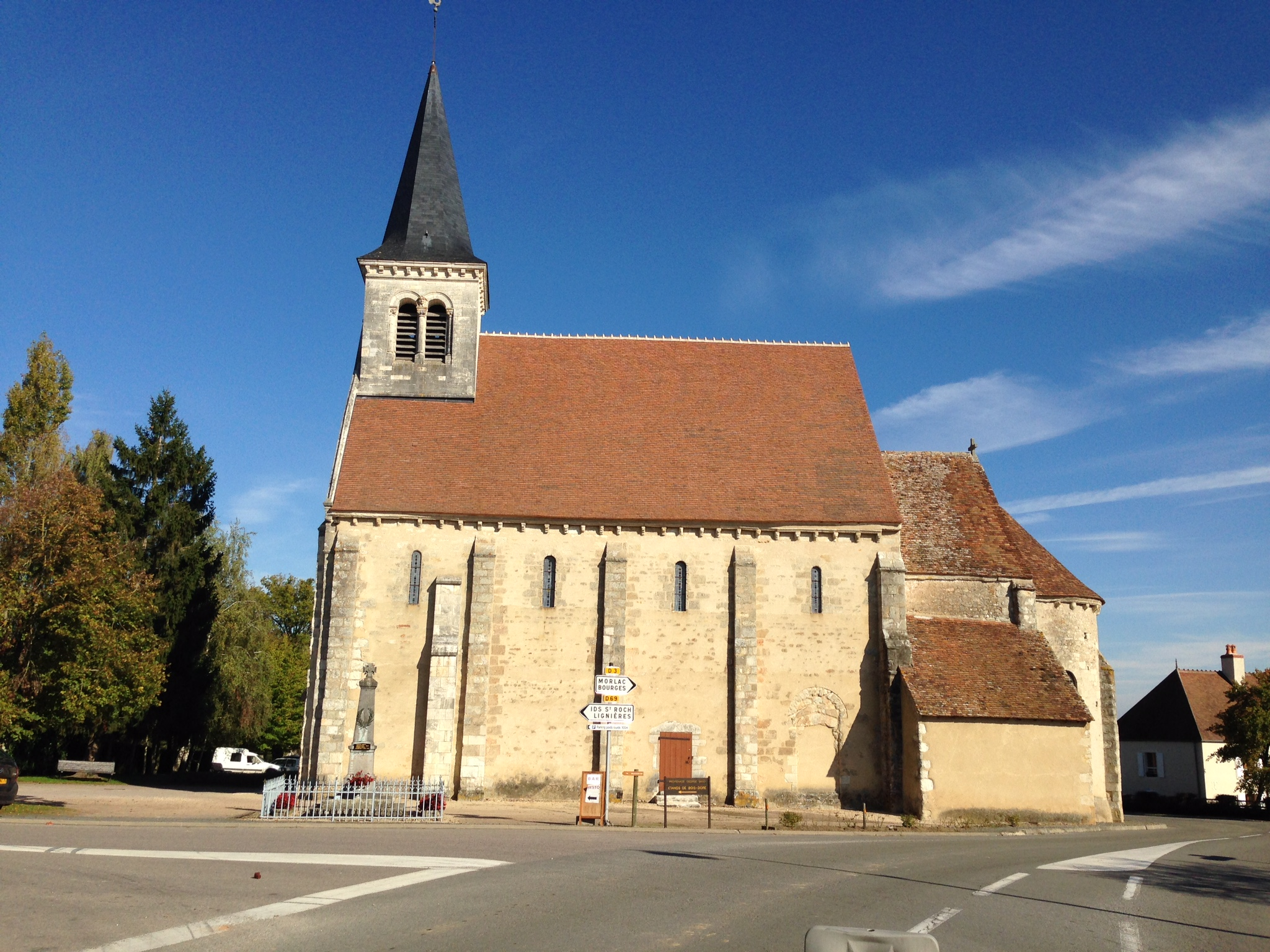
L'église Saint-Pierre vue du sud.

### Lieux et monuments
- L'église Saint-Pierre est inscrite à l'inventaire des monuments historiques depuis 1926[23]. Elle a fait l'objet d'une restauration entre juillet 2011 et mai 2012, sur les façades nord et ouest (consolidation du pilier gauche, réfection de la toiture, crépis extérieur et joints, pignons du chœur)[24].
- Château de la Ronde

### Personnalités liées à la commune
- Jean-Baptiste Robin de La Ronde, député de l'Indre, y est né en 1765.